# طواف بولندا 2012
طواف بولندا 2012 هو سباق دراجات هوائية أقيم بتاريخ 10–16 يوليو 2012، تكون السباق من 7 مرحلة وامتدّ لمسافة 1231.6 كم بسرعة 40.696 كم/س، استغرق السباق 30 ساعة 15 دقيقة 49 ثانية. فاز به الإيطالي مورينو موزر، بينما حل البولندي ميكال كوياتكووسكي ثانيا.